# Mairie d'Ivry (métro de Paris)
Mairie d'Ivry est une station de la ligne 7 du métro de Paris, située sur la commune d'Ivry-sur-Seine.

## Histoire
La station est ouverte le 1er mai 1946.
Elle permet de relier la mairie d'Ivry à Paris. Cette station est le terminus d'une des deux branches de la ligne ; le terminus sur l'autre branche est Villejuif - Louis Aragon.
En 2019, selon les estimations de la RATP, 3 074 561 voyageurs sont entrés dans cette station ce qui la place à la 165e position des stations de métro pour sa fréquentation sur 302,.
En 2020, avec la crise du Covid-19, 1 800 848 voyageurs sont entrés dans cette station ce qui la place à la 137e position des stations de métro pour sa fréquentation.
En 2021, la fréquentation remonte progressivement, avec 2 042 071 voyageurs qui sont entrés dans cette station ce qui la place à la 174e position des stations de métro pour sa fréquentation.

## Services aux voyageurs

### Accès
La station dispose de trois accès :
- l'accès no 1 « Place de la République » se trouve sur la place éponyme (à l'angle de l'avenue Maurice-Thorez et de l'avenue Georges-Gosnat), il comporte deux escaliers ;
- l'accès no 2 « Rue Robespierre » situé à l'angle de la rue Marat et de l'avenue Georges-Gosnat. Il contient un escalier fixe et un escalier mécanique ;
- l'accès no 3 « Rue Marat », comportant un seul escalier, est localisé le long de la rue Marat.

Accès à la station
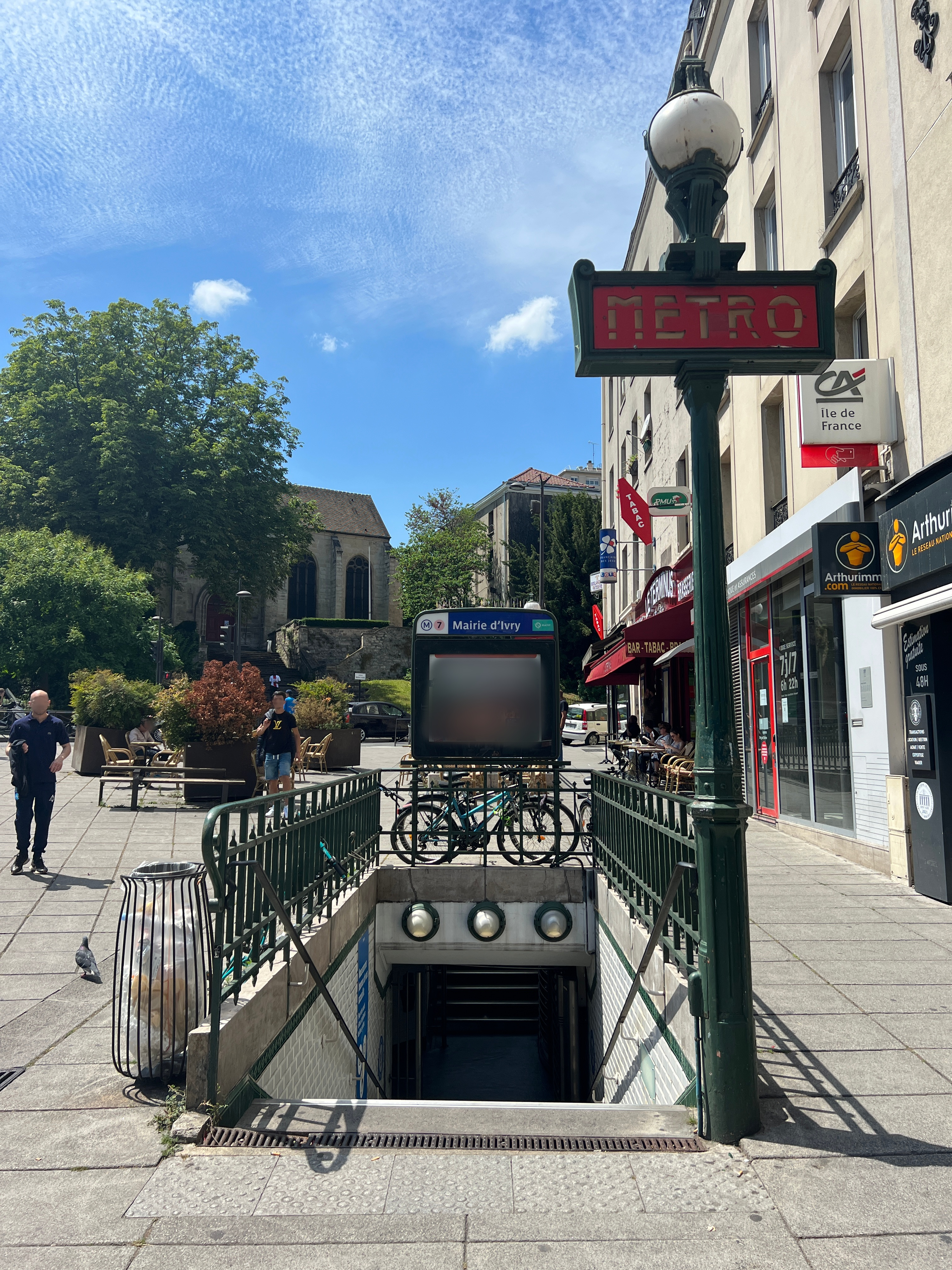
L'accès no 1 « Place de la République ».
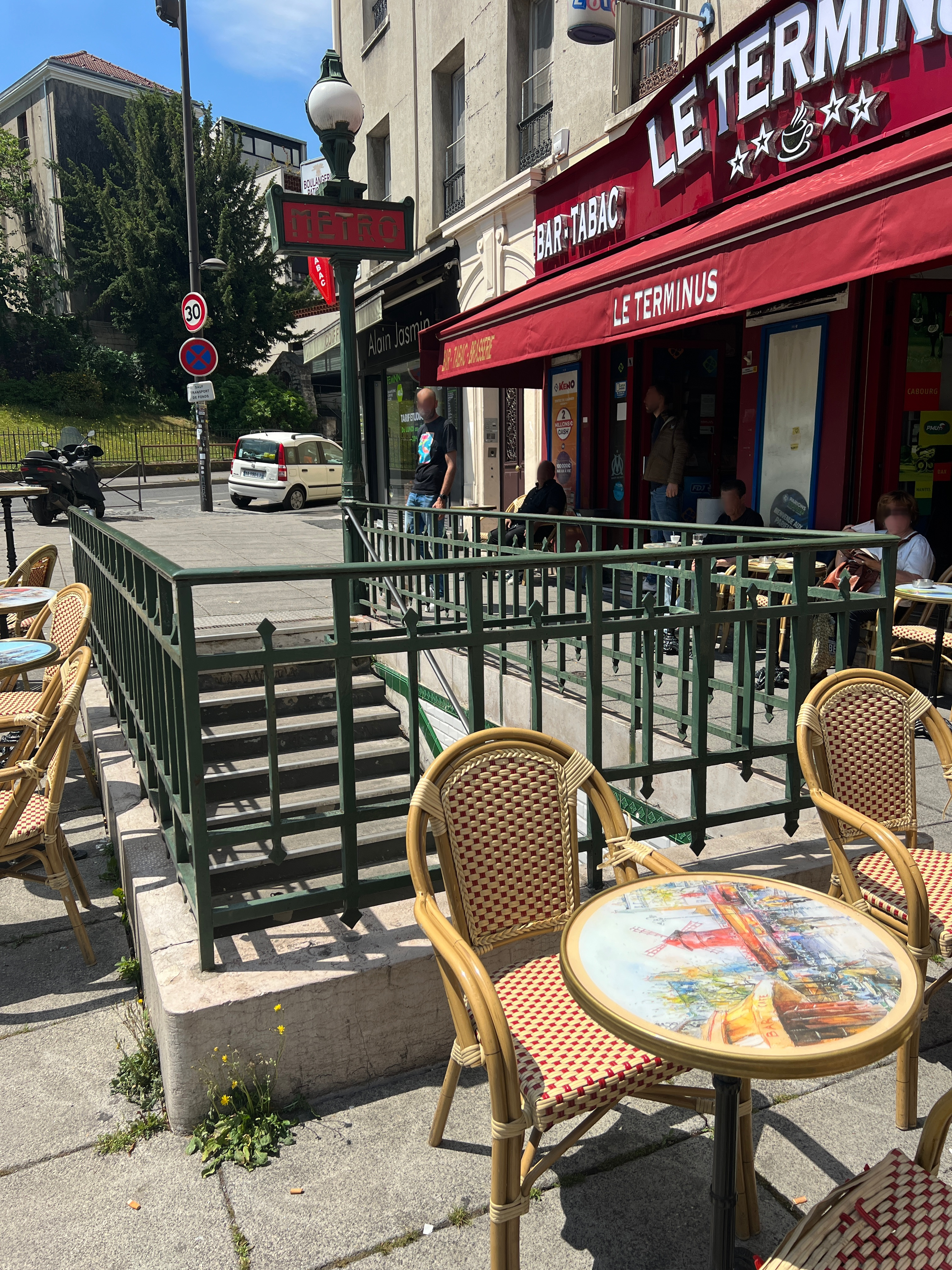
L'accès secondaire no 1.
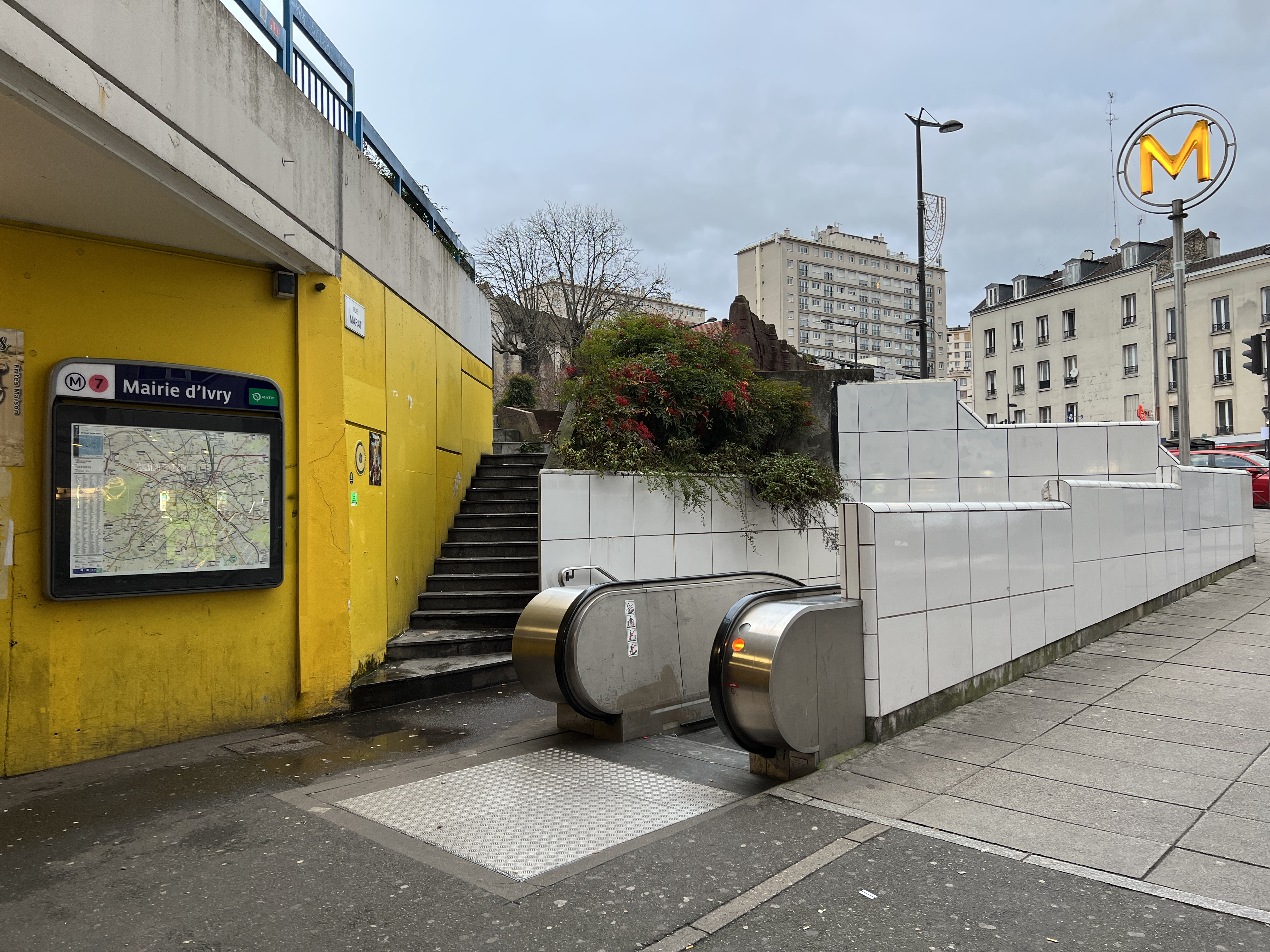
L'accès no 2 « Rue Robespierre ».
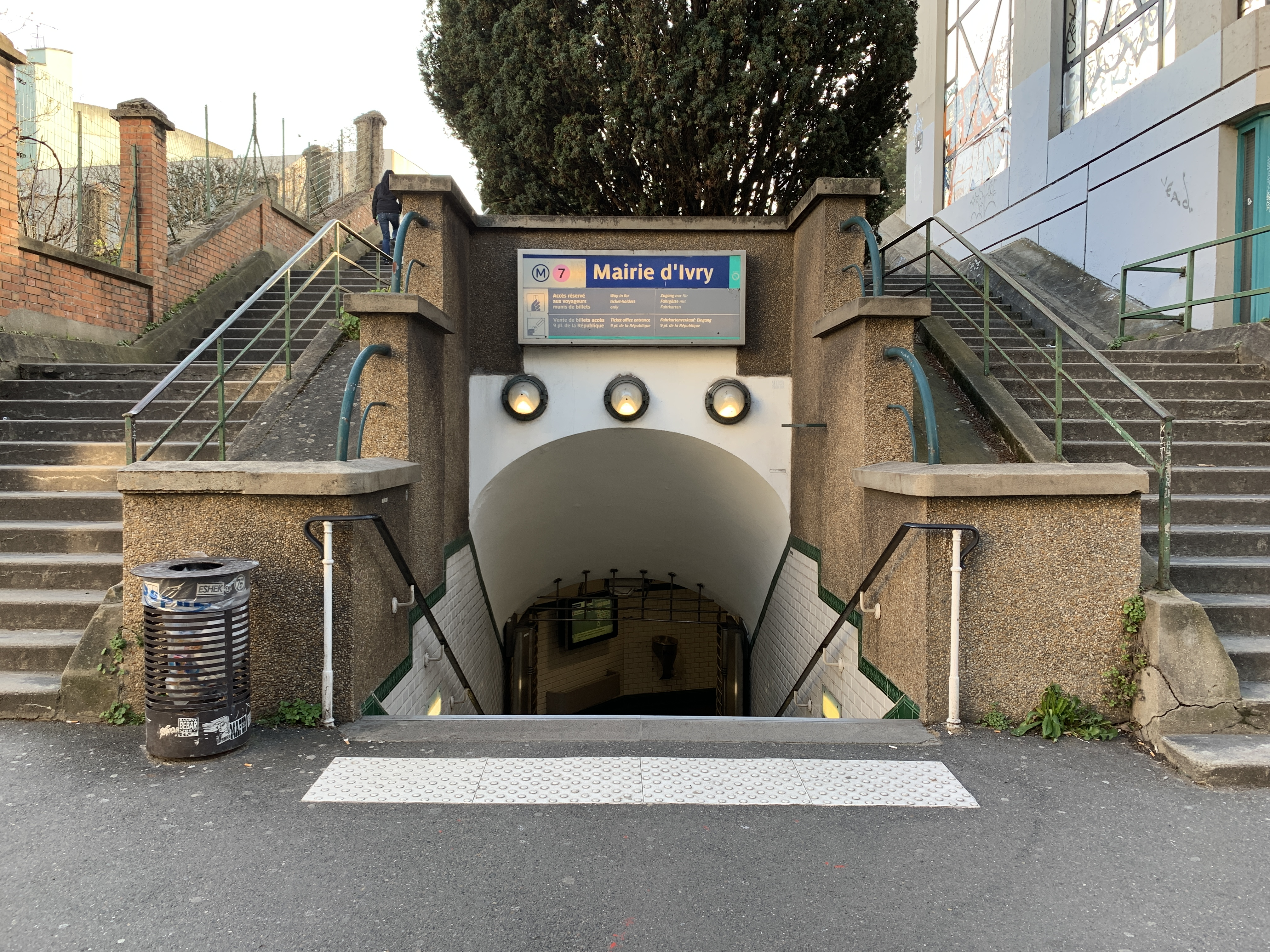
L'accès no 3 « Rue Marat ».

.

### Quais
Comme de nombreux terminus du métro parisien, la station compte trois voies à quai avec un quai latéral pour l'arrivée et un quai central pour le départ.

### Intermodalité
La station est desservie par les lignes 125, 132, 182 et 323 du réseau de bus RATP.
Une correspondance est possible avec la ligne C du RER à la gare d'Ivry-sur-Seine, à 650 mètres environ en empruntant l'avenue Georges-Gosnat.

## À proximité
- Hôtel de ville d'Ivry-sur-Seine
- Église Saint-Pierre-Saint-Paul d'Ivry-sur-Seine, mentionnée pour la première fois en 1158.
- Cimetière ancien d'Ivry-sur-Seine, cimetière historique de l'église, agrandi en 1804.